# Kopalnia Węgla Kamiennego Mikulczyce
Das Steinkohlenbergwerk Mikulczyce (polnisch Kopalnia Węgla Kamiennego Mikulczyce; alte deutsche Bezeichnung Abwehrgrube) ist ein stillgelegtes Steinkohlenbergwerk in Zabrze (Hindenburg OS), Polen.

## Geschichte

### Donnersmarckhütte-Grube
Die Konsolidierung der Felder „Saargemünd“, „Deutsch-Lothringen“, „Neue Abwehr“, „Zabrze“ und „Jungfrau Metz“, die alle zur Zeit des Deutsch-Französischen Kriegs 1870/71 verliehen worden waren, wurden mit einer Gesamtgröße von 10,89 km² am 22. August 1906 unter dem Namen Donnersmarckhütte-Grube konsolidiert. Besitzer war die „Donnersmarckhütte AG“. Lange Zeit wurde dieses sehr große Feld von zwei Bergwerken erschlossen, der Abwehrgrube (4,09 km²) und der Zeche Concordia und Michael.

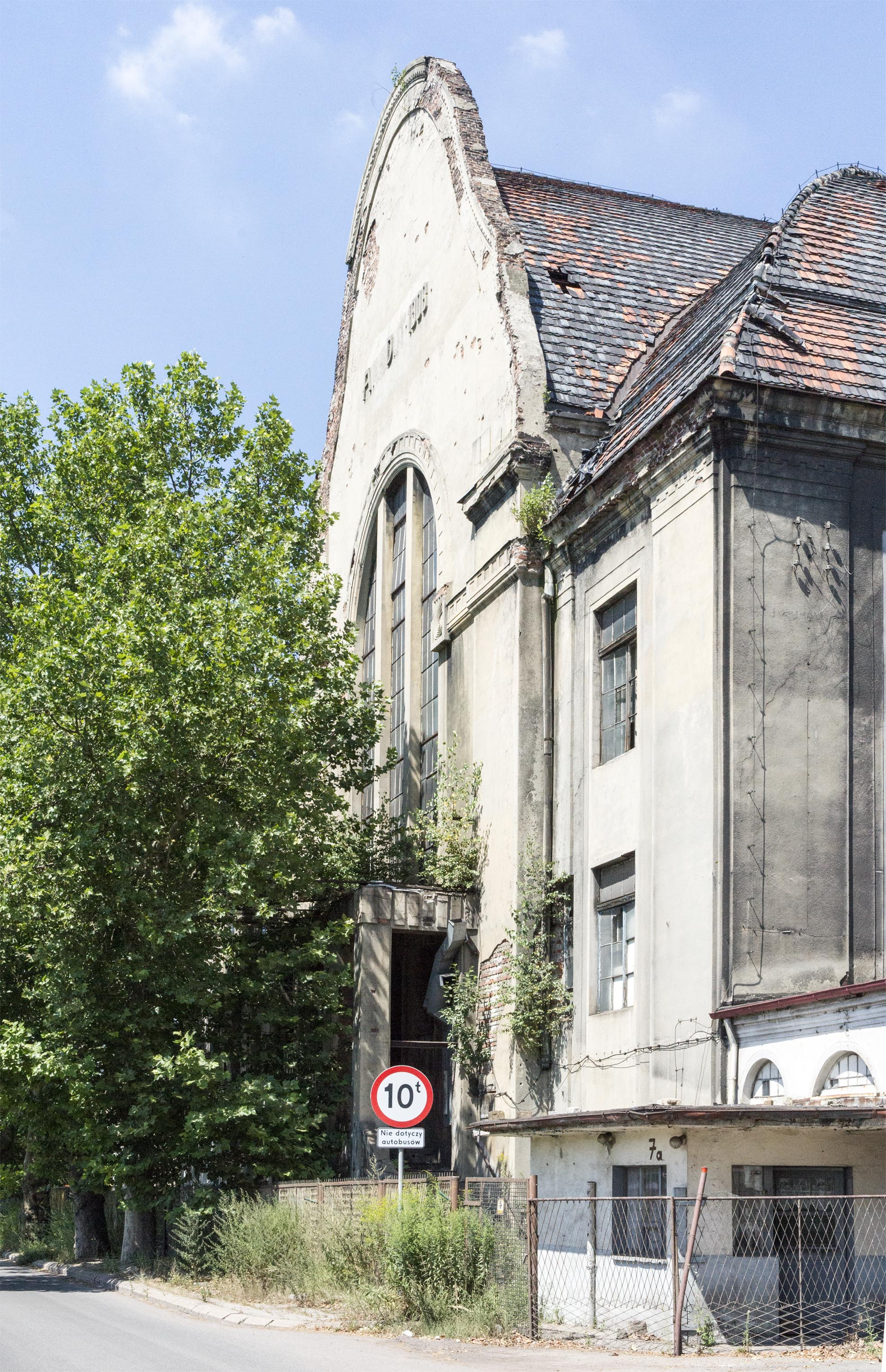
Straßenfront Sortierung

### Abwehrgrube
Mit dem Abteufen des Schachtes „Adolf“ (später Jan) bei Mikulczyce war schon 1901 begonnen worden, jedoch traten während des Abteufens so starke Wasserzuflüsse auf, dass er erst 1907 in Betrieb gehen konnte. Deshalb wurde der zweite Schacht „Elisabeth“ (später Bolesław) ab 1906 bis zu einer Tiefe von 499 m teils im Gefrierverfahren niedergebracht, teils von der 470-m-Sohle aus hochgebrochen. Von anfänglich (1905) 8.836 t stieg die Produktion bis 1912 auf 849.590 t an.
Im Jahr 1926 kam es durch die Gründung der „Vereinigte Oberschlesische Hüttenwerke Aktiengesellschaft“ zu einem großen Zusammenschluss der in Westoberschlesien agierenden Berg- und Hüttenwerke. Diese Oberhütten AG war der Zusammenschluss der deutsch-oberschlesischen Werke der Linke-Hofmann-Lachhammer AG, Berlin (früher oberschlesische Eisenindustrie AG, Gleiwitz; Obereisen), der Oberschlesischen Eisenbahn-Bedarfs-AG, Gleiwitz (Oberbedarf) und der Donnersmarckhütte A.-G. In diese AG brachte die Familie Henckel zu Donnersmarck die neue „Gewerkschaft Castellegno-Abwehr“ mit einem Drittel aller Kuxe der beiden Bergwerke ein. Sukzessive wurde diese Gewerkschaft Mehrheits-Aktionärin bei Oberhütten.
1937 besaß das Bergwerk nur zwei Schächte, die auch der Förderung dienten, nämlich Elisabeth 575 m (Doppelförderung, Seilfahrt und einziehender Wetterschacht) und Adolf 380 m (Seilfahrt; ausziehend).

### KWK Mikulczyce
1945 erhielt die Abwehrgrube den Namen Mikulczyce, 1960 erfolgte die Vereinigung mit Rokitnica. Am 1. Januar 1970 wurde die Zeche stillgelegt.

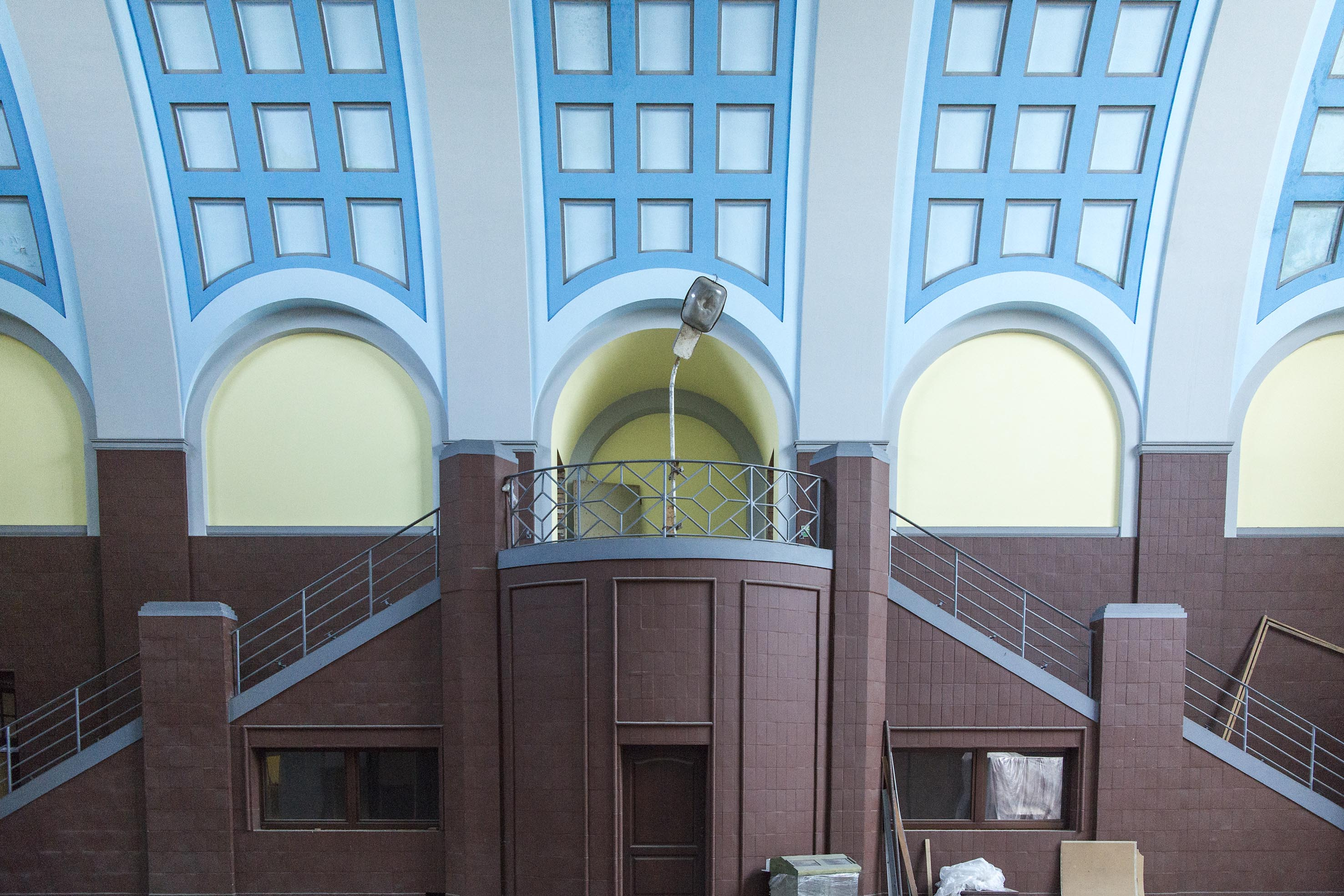
Lohnhalle

## Gegenwart
Heute existieren nur noch einige wenige Verwaltungsgebäude, die als Produktions- und Lagerstätten genutzt werden. Die Lohnhalle wurde inzwischen aufwändig restauriert und wird von einer Orgelbaufirma als Produktionsstätte genutzt.

## Förderzahlen
- 1913: 944.823 t
- 1932: 859.004 t
- 1938: 1,35 Mio. t
- 1965 (mit Rokitnica): 1,99 Mio. t